# Страва у Улици брестова 6: Фреди је мртав
Страва у Улици брестова 6: Фреди је мртав (енгл. A Nightmare on Elm Street 6: Freddy's Dead) је амерички хорор филм из 1991. режисерке Рејчел Талалај у продукцији компаније New Line Cinema, са Робертом Инглундом, Лисом Зејн и Јафетом Котоом у главним улогама. Претпоследњи је наставак филмског хорор серијала Страва у Улици брестова.
Након неуспеха 5. дела овај филм је, како што и сам назив каже, био предвиђен за последњи део, али 3 године након њега режисер оригинала из 1984, Вес Крејвен одлучио је да он направи последњи наставак, убије Фредија Кругер, врати неке ликове у живот (у случају Ненси) и заврши читав серијал од укупно 7 филмова.
Филм је најнеуспешнији у целом серијалу, најомраженији од стране публике, добио је најлошије оцене од критичара, али је због наслова и чињенице да је замишљен као последњи наставак остварио зараду већу од 35 милиона долара. Не само што је наставио пад након Страве у Улици брестова 5: Дете снова него је и наставио да франшизи додаје комичну црту, што је Страва у Улици брестова 7: Нови и последњи кошмар прекинула и вратила серијал у прави хорор жанр.
Роберт Инглунд се по шести пут нашао у улози Фредија Кругера, Џони Деп се вратио у лик Глена Ланца из оригинала, али имао је само камео улогу. У филму се не појављује ниједан други лик из претходних филмова, што је допринело његовом великом неуспеху. Снимљен је у 3D.

## Радња
Након што је у 5. делу Фредијева мајка покушала да га одведе у пакао, он је успео да јој побегне и овог пута ће покушати да прошири свој крвави пир далеко изван граница Спрингвуда, па чак и Охаја. То ће покушати да уради преко своје ћерке, Катарине Кругер, која ће га у својим мислима изнети и изван граница Спрингвуда, те тако довести и друге људе у велику опасност.
Када сазна да јој је Фреди убио мајку, односно његову жену, даће све од себе да му се освети и барем га привремено заустави.

## Улоге
| Глумац              | Улога                                                |
| ------------------- | ---------------------------------------------------- |
| Роберт Инглунд      | Фреди Кругер                                         |
| Лиса Зејн           | Меги Бароус / Катарина Кругер                        |
| Шон Гринблат        | Џон Дој                                              |
| Лизли Дини          | Трејси                                               |
| Брекин Мејер        | Спенсер                                              |
| Рики Дин Логан      | Карлос                                               |
| Јафет Кото          | Док                                                  |
| Касандра Рејчел     | мала Меги/Катарина                                   |
| Тоуб Секстон        | млађи Фреди Кругер                                   |
| Валерија Армрстронг | Дорис Џордан                                         |
| Линдзи Фајлдс       | Лорета Кругер                                        |
| Розани Бар          | Ејтел                                                |
| Алис Купер          | г. Андервуд                                          |
| Том Арнолд          | човек без деце                                       |
| Џони Деп (камео)    | момак на ТВ-у (реприза његове улоге као Глена Ланца) |

## Слогани
- Мислиш да знаш много о сновима... Не знаш ти ништа!
- Сачували су најбоље за крај.
- Зло се коначно обрачунава.
- Води га кући у кутији!
- Рођен 2. новембра 1984... Умро септембра 1991.